# David Kirby
David Kirby, född 1942, brittisk historiker, professor vid The School of Slavonic and East European Studies vid University of London.
Han har skrivit en artikel om den finska arbetarrörelsen i verket Finland: People, Nation, State (1986). Kirby har bl.a. skrivit ett verk om Östersjöregionens historia i två band. Han skriver om det samtidshistoriska problemet.
| ”                  | När jag tog itu med arbetet på den första av mina båda volymer om Östersjöregionens historia började just förändringens första bris fläkta genom instängdheten efter ungefär fyrtio år av kommunistiskt vanstyre i Östeuropa. Jag fullbordade den volymen medan brisen friskade i full stormstyrka, sopade bort gammalmodiga regimer och skakade Sovjetunionen till synes solida byggnad i dess grundvalar. Då jag började skriva på den andra volymen 1991, föll själva sovjetimperiet samman och släppte på nytt ut de tre baltiska staterna i frihet efter att ha fjättrat dem omkring femtio år tidigare. | „ |
| – Kirby 1996, s. 9 | |   |